# Palamas
Palamas (in greco Παλαμάς?) è un comune della Grecia situato nella periferia della Tessaglia (unità periferica di Karditsa) con 18500 abitanti secondo i dati del censimento 2001
A seguito della riforma amministrativa detta Programma Callicrate in vigore dal gennaio 2011 che ha abolito le prefetture e accorpato numerosi comuni, dopo aver assorbito gli ex comuni di Fyllo e Sellana la superficie del comune è ora di 369 km² e la popolazione è passata da 5807 a 18500 abitanti.